# Huftarøy
Huftarøy es la mayor isla del municipio de Austevoll en la provincia de Hordaland, Noruega. Se ubica en el archipiélago de Austevoll, al oeste del Bjørnafjorden, al sur del Korsfjorden, al este del Mokstrafjorden y al norte del Selbjørnsfjorden.
El mayor asentamiento es la localidad de Storebø en el norte de la isla. La iglesia de Austevoll tiene su sede en Storebø. Otras villas son Birkeland, Haukanes, Husavik, Kolbeinsvik, Otterå y Vinnes.

## Transportes
Al año 2014, Huftarøy no contaba con conexiones viales con tierra firme. Por ello se planea la construcción de la red Hordfast, cuyo fin es conectar Bergen con la isla de Stord.
Hay dos conexiones de transbordador. La ruta del norte tiene una parada en Hufthammar antes de llegar a Krokeide (cerca de Fanahammaren, municipio de Bergen). La ruta del sur se detiene en Husavik y se detiene en Sandvika, isla de Stord, municipio de Tysnes. Stord tiene una conexión por túnel con el continente.
Hay una gran cantidad de islas menores que rodean Huftarøy y están conectadas entre sí mediante puentes.  La red Storholmbrua-Austevollsbrua conecta Huftarøy con las islas de Hundvåko y Stora Kalsøy al noroeste. Dos calzadas conectan Huftarøy con Drøna y Rostøya al oeste.  El puente Selbjørn conecta con Selbjørn y Stolmen al suroeste.